# Belgisch-osttimoresische Beziehungen
Die belgisch-osttimoresischen Beziehungen beschreiben das zwischenstaatliche Verhältnis von Belgien und Osttimor.

## Geschichte
Der belgische Salesianer Walter van Wouwe arbeitete in den 1980er- und 1990er-Jahren in Lospalos.
Mit S.O.S. Timor gab es in Belgien eine Nichtregierungsorganisation, die sich für die Unabhängigkeit Osttimors von Indonesien einsetzte. Hier war besonders die portugiesischstämmige Bevölkerung in Belgien aktiv. Bereits in den 1990er Jahren hatte der Conselho Nacional de Resistência Timorense (CNRT) Repräsentanten bei der Europäischen Union in Brüssel sitzen.
Bilaterale Beziehungen nahmen Belgien und Osttimor offiziell am 3. Februar 2003 auf. 2016 kondolierte die Regierung Osttimors Belgien anlässlich der Terroranschläge in Brüssel am 22. März 2016.

## Diplomatie

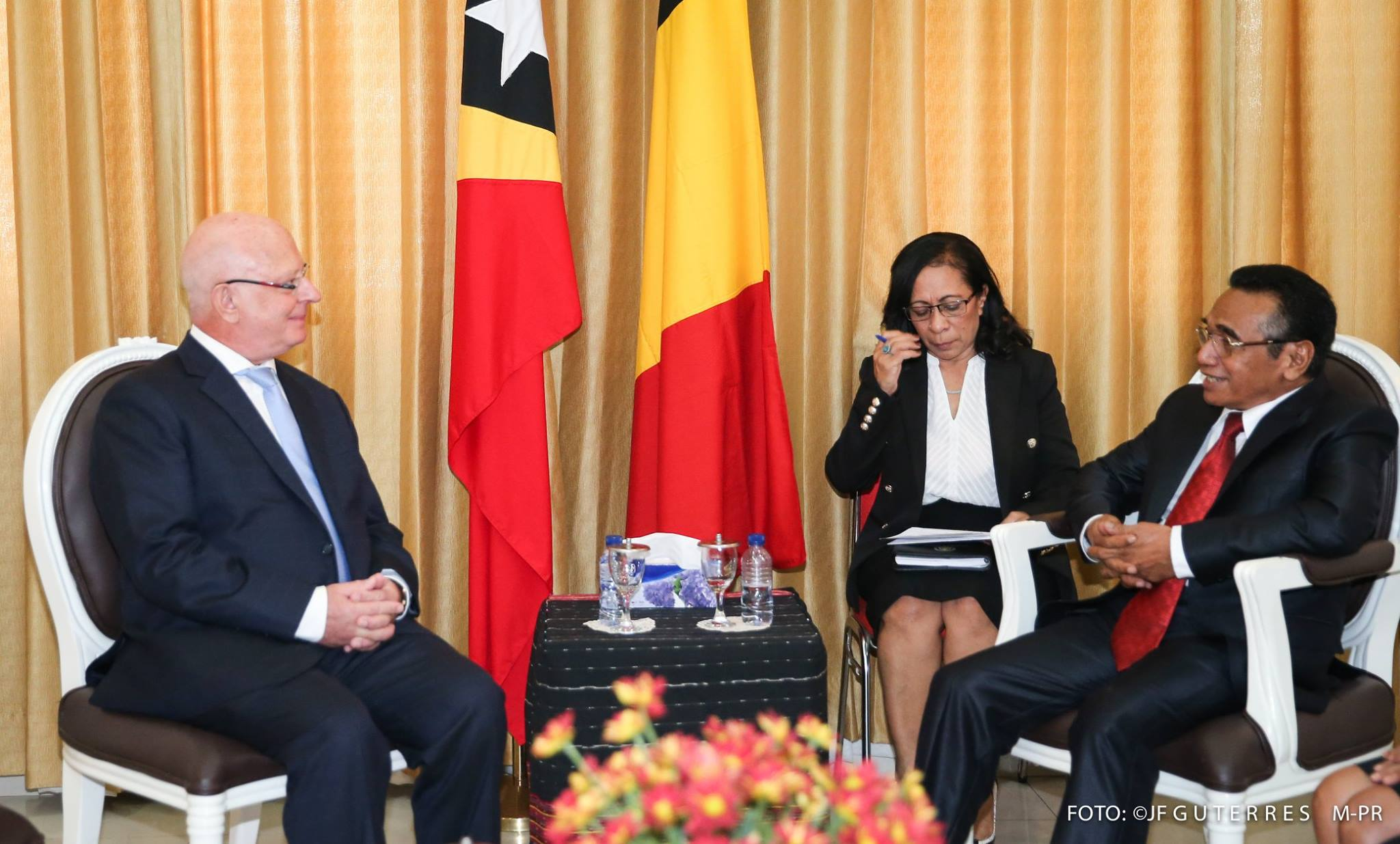
Belgiens Botschafter Stéphane de Loecker und Osttimors Präsident Francisco Guterres (2019)

Belgien wird in Dili durch seinen Botschafter in Jakarta vertreten.
Der osttimoresische Botschafter für Belgien hat seinen Sitz in Brüssel. Am 15. Oktober wurde das neue Botschaftsgebäude in Etterbeek von Außenminister José Luís Guterres eingeweiht. Neben weiteren europäischen Ländern, ist der Botschafter auch als Ständiger Vertreter Osttimors bei der Europäischen Union akkreditiert.

## Einreisebestimmungen
Staatsbürger Osttimors sind von der Visapflicht für die Schengenstaaten befreit. Auch belgische Staatsbürger genießen Visafreiheit in Osttimor.
Derzeit leben etwa 18 osttimoresische Staatsbürger in Belgien.

## Wirtschaft
Für 2018 registrierte das Statistische Amt Osttimors Importe aus Belgien im Wert von 1.020.000 US-Dollar (2016: 277.000 US-Dollar), womit Belgien auf Platz 22 der osttimoresischen Importeure steht. Die Reexporte aus und nach Belgien hatten eine Wert von 29.000 US-Dollar (2016: 20.000 US-Dollar). 2016 exportierte Osttimor nach Belgien noch Kaffee im Wert von 2.430.000 US-Dollar (Platz 4 der Zielländer). 2018 verzeichnete das Statistische Amt Osttimors keine Exporte nach Belgien.